# Chevrolet Universal
Der Chevrolet Universal Serie AD war ein PKW der unteren Mittelklasse, der nur im Modelljahr 1930 von Chevrolet als einzige Modellreihe und Nachfolger des International Serie AC hergestellt wurde. Das Fahrzeug wurde Januar 1930 eingeführt und war mit zehn verschiedenen Karosserien – sechs Zweitürer und vier Viertürer – verfügbar. Die Wagen hatten die oben gesteuerten Sechszylinder-Reihenmotoren (OHV) des Vorgängers. Die Maschine mit 3179 cm³ Hubraum entwickelte eine Leistung von 46 bhp (34 kW) bei 2600 min−1. Die Motorkraft wurde über eine Einscheibentrockenkupplung und ein manuelles Dreiganggetriebe an die Hinterräder weitergeleitet. Erstmals hatten alle vier Räder mechanische Trommelbremsen.
Die Verkaufspreise waren auf das Niveau des Vor-Vorgängers National gefallen und lagen zwischen 495,-- und 685,-- US-$. Nach nur 10 Monaten und 864.243 Exemplaren setzte Chevrolet den Universal zu Gunsten des neuen  Independence Serie AE ab.